# Low (album Davida Bowiego)
Low – jedenasty album studyjny angielskiego muzyka Davida Bowiego, przez RCA Records wydany 14 stycznia 1977 roku. Roboczy tytuł płyty brzmiał New Music Night and Day.
Stworzony we współpracy z Brianem Eno album posiada silne wpływy krautrocka, a zwłaszcza zespołów Neu! oraz Kraftwerk (pracę nad płytą zaproponowano nawet Michaelowi Rotherowi z pierwszej grupy, ale ten odmówił). Low to pierwsza część „Trylogii Berlińskiej” (Low, „Heroes”, Lodger). Strona pierwsza zawiera tradycyjne piosenki rockowe, a druga – składa się niemal wyłącznie z utworów instrumentalnych. Na drugiej stronie znajduje się utwór „Warszawa”, który zainspirował nazwę grupy Warsaw (później Joy Division).
W 2003 r. album został sklasyfikowany na 249. miejscu listy 500 albumów wszech czasów magazynu Rolling Stone.

## Single
Z “Low” pochodził tylko jeden singiel, który dotarł na listy przebojów: Sound and Vision, osiągnął on 3. miejsce na UK Singles Chart. Wydano również singiel Be My Wife.

## Lista utworów
Wszystkie teksty i muzyka stworzone przez Davida Bowiego, wyjątki w nawiasach.

### Strona pierwsza
| 1. | „Speed of Life”                                       | 2:46  |
|    |                                                       |       |
| 2. | „Breaking Glass” (Bowie, Dennis Davis, George Murray) | 1:52  |
|    |                                                       |       |
| 3. | „What in the World”                                   | 2:23  |
|    |                                                       |       |
| 4. | „Sound and Vision”                                    | 3:05  |
|    |                                                       |       |
| 5. | „Always Crashing in the Same Car”                     | 3:33  |
|    |                                                       |       |
| 6. | „Be My Wife”                                          | 2:57  |
|    |                                                       |       |
| 7. | „A New Career in a New Town”                          | 2:53  |
|    |                                                       |       |
|    |                                                       | 19:29 |
|    |                                                       |       |

### Strona druga
| 1. | „Warszawa” (Bowie, Brian Eno) | 6:23  |
|    |                               |       |
| 2. | „Art Decade”                  | 3:46  |
|    |                               |       |
| 3. | „Weeping Wall”                | 3:28  |
|    |                               |       |
| 4. | „Subterraneans”               | 5:39  |
|    |                               |       |
|    |                               | 19:16 |
|    |                               |       |

### Utwory bonusowe z 1991 roku
| 1. | „Some Are” (wcześniej nie wydany)               | 3:24  |
|    |                                                 |       |
| 2. | „All Saints” (wcześniej nie wydany)             | 3:25  |
|    |                                                 |       |
| 3. | „Sound and Vision” (zremiksowana wersja z 1991) | 4:43  |
|    |                                                 |       |
|    |                                                 | 11:32 |
|    |                                                 |       |

## Listy przebojów
Album
| Rok  | Lista                | Pozycja |
| ---- | -------------------- | ------- |
| 1977 | UK Albums Chart      | 2       |
| 1977 | Billboard Pop Albums | 11      |

## Personel

### Muzycy
- David Bowie
- Carlos Alomar
- Ricky Gardener
- Dennis Davis
- George Murray
- Brian Eno
- Roy Young * Tony Visconti
- Mary Visconti
- Iggy Pop
- Eduard Meyer